# Funda Arar

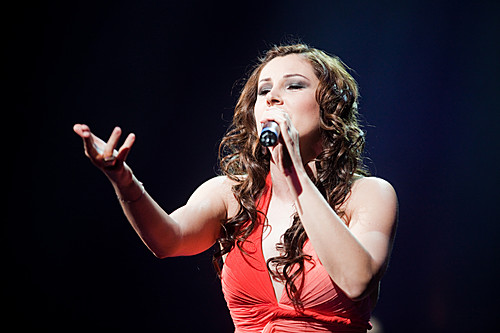
Funda Arar (2009)

Funda Arar (* 8. April 1975 in Ankara) ist eine türkische Popsängerin.

## Leben
Funda Arar verbrachte ihre Kindheit in Ankara, später dann in Muğla und Adapazarı. 1992 studierte sie am Türk Müziği Konservatuarı der Technischen Universität Istanbul.

## Karriere
Ihr erstes Album Sevgilerde im Jahr 2000 war sehr erfolgreich, besonders das Lied Aysel. Son Dans war 2006 auf Platz 10 der meistverkauften Alben in der Türkei. Es wurde für über 200.000 verkaufte Einheiten mit Platin ausgezeichnet.
Im Jahr 2004 gewann sie einen Altın Kelebek Award in der Kategorie Bester Newcomer.
Ihr Album Zamanın Eli, welches am 6. März 2009 erschien, konnte sich mit knapp 125.000 verkauften Einheiten bis Jahresende unter den drei meistverkauften Alben des Jahres platzieren.
Am 7. Februar 2011 erschien ihr siebtes Studioalbum Aşkın Masum Çocukları. Das Album wurde in der ersten Woche über 70.000 Mal verkauft und stieg am 1. März direkt auf Platz 1 der türkischen Top 20 ein.
In ihrer bisherigen Musiklaufbahn machte sie mit zahlreichen Hits wie Alagül, Arapsaçı, Sevda Yanığı, Benim İçin Üzülme, Yak Gel, Senden Öğrendim, Hafıza, Yediverenim oder Al Sevgilim auf sich aufmerksam.

## Diskografie

### Alben
- 2000: Sevgilerde (dt. In der Liebe)
- 2002: Alagül (dt. Bunte Rose)
- 2003: Sevda Yanığı (dt. Liebesbrand)
- 2006: Son Dans (dt. Letzter Tanz, TR: Platin)[4]
- 2008: Rüya (dt. Traum)
- 2009: Zamanın Eli (dt. Die Hand der Zeit)
- 2011: Aşkın Masum Çocukları (dt. Die unschuldigen Kinder der Liebe)
- 2012: Sessiz Sinema (dt. Stummfilm)
- 2015: Hoşgeldin (dt. Willkommen)
- 2017: Aşk Hikayesi (dt. Liebesgeschichte)
- 2018: Arabesk (dt. Arabeske)

### EPs
- 2020: Doldur Yüreğimi
- 2022: Boşver

### Kollaborationen
- 2001: Sevgiliye (mit Kıraç) (dt. In Liebe)
- 2004: Bir İstanbul Masalı (mit Kıraç)
- 2008: Beyaz Gelincik (mit Kıraç)

### Singles
| - 2000: Kaldırımlar - 2000: Sonu Yok Bu Aşkın - 2000: Aysel - 2001: Sevgiliye (mit Kıraç) - 2001: Seni Düşünürüm - 2002: Alagül - 2002: Seninim - 2002: Belki Bir Gün - 2003: Arapsaçı - 2003: Affet - 2003: Tüm Bir Yaşam - 2003: Hüzün - 2003: Sevda Yanığı - 2003: Yangın Yeri - 2004: Roman - 2004: Haberin Var Mı? - 2004: Aşksız Kal - 2004: Kırık Düşler - 2004: Kelepçeliyim Ben Sana - 2004: İki Delilik - 2005: Özledim - 2006: Karartma Günleri - 2006: Benim İçin Üzülme - 2006: Camdan Kalp - 2007: Karaya Vuran Gemiler Gibi - 2007: Bu Sabah Güneş Doğmuyor - 2007: Sen Fenerbahçe - 2008: Beni Benle Böyle - 2008: Dünden Sonra Yarından Önce - 2008: Akşamüstü (mit Saro) - 2008: Dert Bende - 2008: Yan Yana - 2009: Senden Öğrendim - 2009: Yak Gel - 2009: Geçmez Yara - 2010: Geceler - 2010: Yanarım (mit Alpay) - 2010: İnce İnce (mit Kubat) - 2011: Sen Ve Ben - 2011: İkimiz - 2011: Aşkın Bana Değdi Değeli - 2011: Anmam Adını - 2012: Seni Düşünürüm (mit Hüseyin Karadayı) | - 2012: Sessiz Sinema - 2012: Yok Yok - 2012: Geciken Gözyaşı - 2013: Yoksun - 2013: Pişmanım - 2013: Hafıza (mit Enbe Orkestrası) - 2013: Adını Sen Koy - 2015: Ve Melankoli - 2015: Hayatın Hesabı - 2015: Yediverenim - 2015: Bağışla - 2015: Gamsız - 2016: Ömrüme Yetiş - 2016: Zor Yıllar - 2016: Şimdi Uzaklardasın - 2017: Düşman Gibi - 2017: Bırakma Beni - 2017: Aşk Olsun - 2017: Dokunma Keyfine - 2018: Unutur Mu Bir Kadın - 2018: Duyanlara Duymayanlara - 2018: İtirazım Var - 2018: Sor - 2018: İşte Bu Bizim Hikayemiz - 2019: Çık Aradan - 2019: Deli Divane (mit Erol Evgin) - 2020: Beni Benimle Bırak (mit Nükhet Duru) - 2020: Doldur Yüreğimi - 2020: Vasiyet - 2020: O Şarkıyı Çal - 2021: Gerisi Bende - 2022: Al Sevgilim (mit Semicenk) - 2022: Yare Söyleme - 2022: Virane Gönlüm - 2022: Boşver - 2023: Aklımdasın - 2023: Son Bir Şarkı - 2023: Mevzu Derin (mit Rast) - 2024: Senden Başka Kimsem Yok - 2024: Korkak - 2024: Zindan - 2025: Hırçın Paramparça - 2025: Yüreğimden (mit Amo988) |

### Gastauftritte
- 2004: Öyle Zor Ki (von Elya – Hintergrundstimme)
- 2005: Tükeneceğiz (von Korhan Saygıner – Hintergrundstimme)
- 2007: Ikinci Bahar (von Vokaliz – Hintergrundstimme)
- 2013: Aşkla Kaçakken (von Kubat – Hintergrundstimme)

## Filmografie
Filme
- 2018: Kafalar Karışık

## Auszeichnungen
- 2004: Altın Kelebek Award in der Kategorie Bester Newcomer
- 2004: Kral Türkiye Müzik Award in der Kategorie Bestes Musikvideo (für Sevda Yanığı)